# معدل عائد على محفظة استثمارية
يمثل معدل العائد على المحفظة الاستثمارية نسبة الربح الصافي أو الخسارة (وهو إجمالي الدخل الصافي، والعملة الأجنبية، والناتج الرأسمالي، سواء تحقق أم لم يتحقق) التي تولدها المحفظة، نسبة إلى حجم المحفظة. يُقاس على مدى فترة من الوقت، عادة خلال سنة.

## حسابه
يمكن حساب معدل العائد على المحفظة إما بشكل مباشر أو غير مباشر، وفقًا لنوع البيانات المتوفر.

### القياس التاريخي المباشر
يستخدم القياس التاريخي المباشر لمعدل العائد على المحفظة إحدى الطرق البديلة المتعددة، مثل طريقة العائد المرجح زمنيًا أو طريقة ديتز المعدلة. يتطلب معرفة قيمة المحفظة في بداية ونهاية الفترة الزمنية قيد القياس، إلى جانب التدفقات الخارجية للقيمة إلى المحفظة وخارجها في أوقات مختلفة خلال الفترة الزمنية. بالنسبة لطريقة العائد المرجح زمنيًا، من الضروري أيضًا معرفة قيمة المحفظة عند حدوث هذه التدفقات (أي بعد ذلك مباشرةً، أو قبل ذلك مباشرة).

### حساب غير مباشر
يمكن حساب معدل العائد على المحفظة بطريقة غير مباشرة باعتباره متوسط موزون لمعدل العائد على مختلف الأصول ضمن المحفظة. تتناسب الأوزان مع قيمة الأصول داخل المحفظة، لمراعاة جزء المحفظة الذي يمثله كل عائد فردي في حساب مساهمة ذلك الأصل في العائد على المحفظة.
تعد هذه الطريقة مفيدة بشكل خاص في إسقاط معدل العائد على المحفظة في المستقبل، نظرًا لإسقاطات معدلات العائد على مكونات المحفظة.
يمكن صياغة الحساب غير المباشر لمعدل العائد على المحفظة بواسطة المعادلة:{\displaystyle r=A_{1}r_{1}+A_{2}r_{2}+\cdots +A_{n}r_{n}}وهو ما يمثل مجموع المساهمات {\displaystyle A_{1}r_{1}}، {\displaystyle A_{2}r_{2}\cdots A_{n}r_{n}} حيث:
- {\displaystyle r} تساوي معدل العائد على المحفظة،
- {\displaystyle A_{i}} تساوي وزن الأصل  في المحفظة، و
- {\displaystyle r_{i}} تساوي معدل العائد على الأصل  في المحفظة.

#### مثال
- معدل العائد على سهم التعدين rm يساوي 10%
- معدل العائد على مركز رعاية الأطفال rc يساوي 8%
- معدل العائد على شركة صيد السمك rf يساوي 12%

افترض الآن أن 40% من المحفظة موجود في سهم التعدين (وزن هذا السهم Am =40%)، و40% في رعاية الطفل (وزن هذا السهم Ac = 40%)، أما النسبة المتبقية 20% فهي موجودة في شركة الصيد (وزن هذا السهم Af = 20%). لتحديد معدل العائد على هذه المحفظة، احسب أولًا مساهمة كل أصل في العائد على المحفظة، من خلال ضرب وزن كل أصل في معدل العائد، ثم اجمع هذه المساهمات معًا:
- بالنسبة لسهم التعدين، تبلغ نسبة ترجيحه 40% ومعدل العائد الخاصة به 10%، لذا فإن مساهمته تساوي 40% × 10% = 0.04 = 4%
- بالنسبة لمركز رعاية الطفل، تبلغ نسبة ترجيحه 40% ويبلغ معدل العائد 8%، لذا فإن مساهمته تساوي 40% × 8% = 0.032 = 3.2%
- بالنسبة لشركة الصيد، تبلغ نسبة ترجيحها 20% ويبلغ معدل العائد 12%، لذا فإن مساهمتها تساوي 20% × 12% = 0.024 = 2.4%
- بجمع هذه النسبة المئوية للمساهمات، نحصل على 4% + 3.2% + 2.4% = 9.6%، ما يسفر عن معدل عائد على هذه المحافظة بنسبة 9.6%.